# Anacroneuria dilaticollis
Anacroneuria dilaticollis är en bäcksländeart som först beskrevs av Hermann Burmeister 1839.  Anacroneuria dilaticollis ingår i släktet Anacroneuria och familjen jättebäcksländor. Inga underarter finns listade i Catalogue of Life.